# Parc naturel du Montgrí, des Îles Medes et du Baix Ter
Le Parc naturel du Montgrí, des Îles Medes et du Baix Ter est un parc naturel créé dans la province de Gérone en 2010,.
Cette aire protégée est une Zone spéciale de conservation (ZSC) et une Zone de protection spéciale (ZPS) du réseau Natura 2000 définie par la Convention de Ramsar visant la conservation des types d'habitats et des espèces animales et végétales.

## Description
Le parc a été créé en le 13 mai 2010 et comprend les Îles Medes, le Macizo del Montgrí (es) et l'embouchure du Ter, couvrant une superficie de 6 155 ha et une zone marine protégée de 2 037 ha. Il s'étend sur les communes de L'Escala, Torroella de Montgrí, Pals, Bellcaire d'Empordà, Palau-sator, Ullà, Fontanilles et Gualta.
Le parc naturel comprend deux réserves naturelles partielles, une réserve marine dans les Îles Medes et une terrestre dans l'embouchure du Ter ; une réserve naturelle intégrale dans la zone émergée des îles Medes pour sa grande valeur ; une zone périphérique de la réserve naturelle marine partielle, et une zone de protection des zones agricoles.